# Poruncă întunecată
Poruncă întunecată (titlul original: Dark Command) este un film western american, realizat în 1940 de regizorul Raoul Walsh după romanul omonim a scriitorului W. R. Burnett cu John Wayne și Claire Trevor. 

## Distribuție
- Claire Trevor – Mary McCloud
- John Wayne – Bob Seton
- Walter Pidgeon – William Cantrell
- Roy Rogers – Fletch McCloud
- George Hayes – dr. Grunch
- Porter Hall – Angus McCloud
- Marjorie Main – dna. Williams/Mrs. Adams
- Raymond Walburn – Judecătorul Buckner
- Joe Sawyer – Bushropp
- Helen MacKellar – dna. Hale
- J. Farrell MacDonald – Dave
- Trevor Bardette – dl. Hale

## Premii și nominalizări

### Nominalizări Oscar
- 1941 Nominalizare la cele mai bune decoruri (a/n) pentru John Victor Mackay
- 1941 Nominalizare la cea mai bună coloană sonoră pentru Victor Young